# Fountain City (Wisconsin)
Fountain City is een plaats (city) in de Amerikaanse staat Wisconsin, en valt bestuurlijk gezien onder Buffalo County.

## Demografie
Bij de volkstelling in 2000 werd het aantal inwoners vastgesteld op 983. In 2006 is het aantal inwoners door het United States Census Bureau geschat op 985, een stijging van 2 (0,2%).

## Geografie
Volgens het United States Census Bureau beslaat de plaats een oppervlakte van 14,4 km², waarvan 11,5 km² land en 2,9 km² water. Fountain City ligt op ongeveer 204 m boven zeeniveau.

## Plaatsen in de nabije omgeving
De onderstaande figuur toont nabijgelegen plaatsen in een straal van 12 km rond Fountain City.